# Shojet

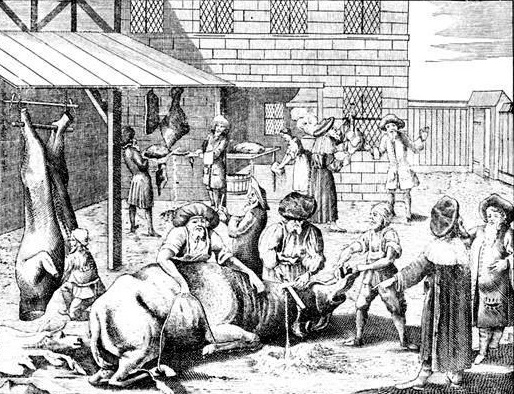
Anónimo europeo, Shejitá, grabado, cultura asquenazí,.
Matarifes abaten al bovino sin crueldad, siguiendo las prescripciones de la cashrut.

Shojet (שׁוֹחֵט) es una voz hebrea que designa al matarife que, siguiendo las leyes de la halajá, efectúa la matanza ritual de los animales según la tradición judía, llamada shejitá (שְׁחִיטָה). 
Todo animal, salvo el pescado, debe ser sacrificado según las normas de la shejitá para ser considerado casher. El shojet es habitualmente un hombre versado en la tradición, y en comunidades remotas no es infrecuente que el shojet fuera también el rabino de la comunidad.